# Northrop M2-F2

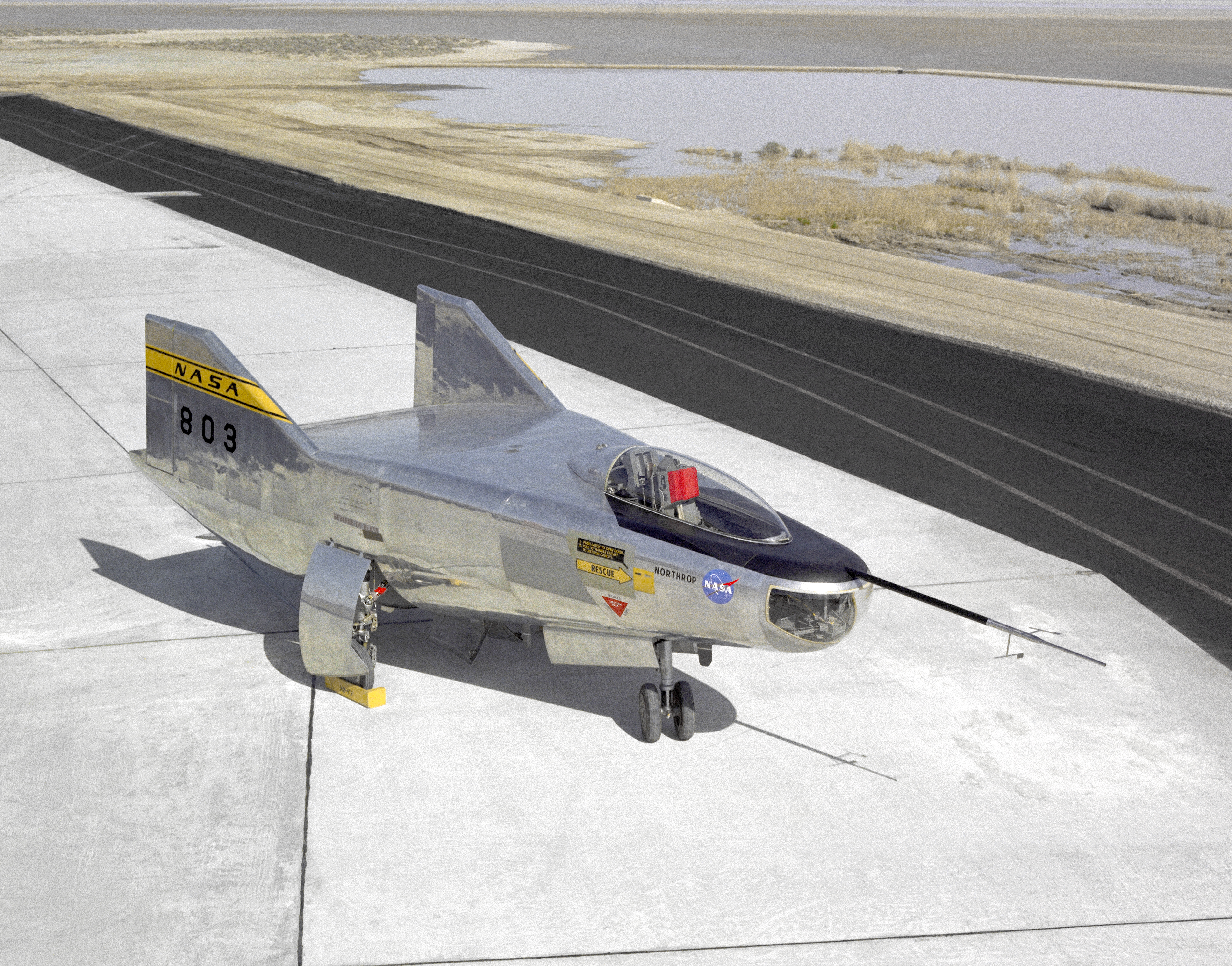
M2-F2

Die Northrop M2-F2 war ein US-amerikanisches Experimentalflugzeug auf Basis des Lifting-Body-Konzeptes. Sie war das zweite in einer Reihe von tragflächenlosen Experimentalflugzeugen, die zwischen 1963 und 1975 getestet wurden. Weitere Maschinen waren:
- die NASA M2-F1 (1963)
- die Northrop HL-10 (1966)
- die Martin-Marietta X-24 (1969)

Die Bezeichnung „M2-F2“ stand dabei für Manned, 2nd modification - Fuselage 2 (zweite Rumpfform). Mit diesen Maschinen konnte gezeigt werden, dass Tragflächen- und antriebslose Flugzeuge sicher gesteuert und an definierter Stelle gezielt gelandet werden können.

## Flugversuche

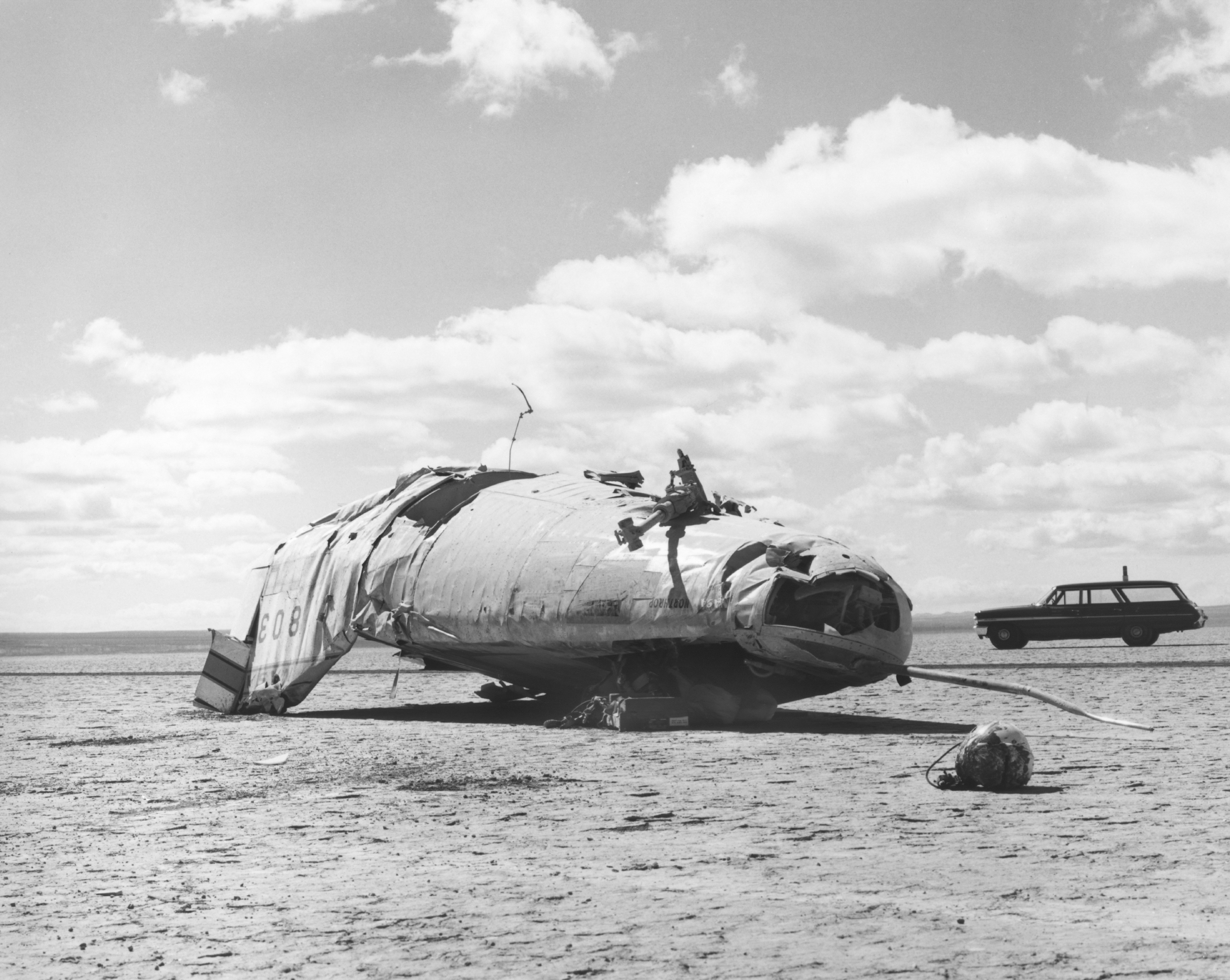
M2-F2 nach dem Unfall

Nach dem erfolgreichen Test der M2-F1 beauftragte die NASA Northrop mit dem Bau von zwei weiteren Lifting Body (die HL-10 und eben die M2-F2), die jedoch jetzt in Metallbauweise gefertigt werden sollten und so ein Vielfaches des Vorgängers wogen. Die M2-F2 wurde Anfang 1966 fertiggestellt, hob am 23. März erstmals ab (an einer B-52 befestigt) und absolvierte am 12. Juli 1966 mit Milt Thompson am Steuer ihren Erstflug, wobei sie wiederum von einer Boeing B-52 auf eine Höhe von 12.500 Metern gebracht und ausgeklinkt wurde. 

## Absturz
Die M2-F2 erwies sich als schwer steuerbar und neigte zum Aufschaukeln; so kam es am 16. August 1966 beim 16. Flug mit dem Piloten Bruce Peterson am Steuer zu einem folgenschweren Unfall. Ihm gelang es erst kurz vor dem Boden, die Maschine abzufangen, wobei das Fahrwerk nicht mehr richtig ausfuhr, die Maschine sich mehrfach überschlug und Peterson schwer verletzt wurde. Die von dem Unfall gemachten Filmaufnahmen wurden als Vorspann für die Fernsehserie Der Sechs-Millionen-Dollar-Mann verwendet.

## Wiederaufnahme der Flugversuche
Die Maschine wurde nach dem Unfall wieder repariert. Sie wurde mit einem dritten, zentral montierten Seitenleitwerk versehen (wodurch die Steuerbarkeit stark verbessert wurde), mit einer neuen Außenhaut versehen und nunmehr als Northrop M2-F3 bezeichnet. Der Wiedererstflug fand am 2. Juni 1970 mit Bill Dana am Steuer statt. Die Maschine flog noch 26 weitere Male zur Erforschung des Hochgeschwindigkeitsverhaltens der Konstruktion, wobei sie am 13. Dezember 1972 wieder mit Bill Dana an Bord Mach 1,6 und am 21. Dezember 1972 von John Manke geflogen eine Flughöhe von über 21.500 Metern erreichte. 

## Verbleib
Die Maschine ist heute als Ausstellungsstück in der Eingangshalle des National Air and Space Museum von Washington, D.C. zu besichtigen.

## Technische Daten
- Besatzung: 1
- Länge: 6,76 m
- Spannweite: 2,94 m
- Höhe: 2,89 m
- Tragflügelfläche: 14,9 m²
- Leermasse: 2095 kg (M2-F2), 2300 kg (M2-F3)
- Startmasse: 2722 kg – 3600 kg
- Antrieb: 1× Raketentriebwerk XLR-11 mit vier Düsen und 36 kN Schub
- Höchstgeschwindigkeit: 750 km/h (M2-F2) – 1700 km/h (M2-F3)
- Reichweite: 72 km (M2-F3)
- Größte erreichte Flughöhe: 21,793 m (M2-F3)